# 内部安全法令 (新加坡)
内部安全法令（Internal Security Act，Cap. 143, 1985 Rev. Ed.)是新加坡的一项法规，它授权行政部门可以实施預防性拘留，以防止顛覆、制止针对个人和财产的有组织暴力，以及其他影響新加坡国内安全的犯罪行為。

## 历史
内部安全法令最初是马来西亚国会頒布的1960年内部安全法令的一部分，并于1963年9月16日在新加坡實行。当时新加坡是马来西亚联邦的一个州（新加坡州）。新加坡獨立後該法繼續施行。
内部安全法令在新加坡历史上涉及多起引人注目的案件。例如，在1963年的冷藏行动，约100名左翼政治家及工会人士被捕，其中包括社会主义反对党社会主义阵线的成员。此外，1987年的光谱行动，则因拘留了22名涉嫌参与马克思主义阴谋的罗马天主教会及社会活动家、专业人士，而引发了上述《Chng Suan Tze》和《Teo Soh Lung》案件。

## 内容
根据内部安全法令规定，新加坡内政部长可以在对任何人实施拘留，但拘留前必须由新加坡总统必须确认此举对于维护国家安全或公共秩序是必要的。
拘留开始后，法律规定了相关程序：被拘留者应尽快被告知拘留理由，除非披露理由有损国家利益。被拘留者应获得拘留令副本，以及拘留理由和对其的指控。
新加坡公民根据内部安全法令被拘留后，有权向咨询委员会提出申诉。咨询委员会的主席需为最高法院法官，由总统任命，另有两名成员由总统与首席大法官协商后任命。委员会部分司法机关的权力（如传唤证人灯），并向总统提出有关拘留的建议，但最终由总统酌情是否同意内政部长的决定。
非新加坡公民无权向咨询委员会提出申诉，但可以向内政部长提出书面辩解。
内政部长的初始拘留命令有效期最多两年，但经总统指示，可以无限次延长，每次最多两年。

## 司法审查
1998年的《Chng Suan Tze案》中，新加坡终审法院曾试图通过要求政府提供客观证据来证明总统判断的合理性，从而限制预防性拘留权力。然而，仅两个月后，政府便颁布了一系列法律及宪法修正案，推翻了此裁决。随后，在《Teo Soh Lung案》（1989–1990年）中，新加坡高等法院与终审法院确认了修正案的合法性，并裁定，总统只需主观上确信被拘留者对国家安全构成威胁，即可依照内部安全法令签发拘留令。
除此之外，内部安全法令还授权当局禁止政治性及准军事组织，取缔颠覆性文件和刊物，关闭可能损害国家利益的娱乐活动与展览，并可通过划定安全区域来镇压有组织的暴力行为。